# Erin (Irlanda)
Erin [ˈɛrɪn] és un derivat hiberno-anglès del mot gaèlic irlandès "Éirinn". "Éirinn" és el cas datiu de la paraula irlandesa per Irlanda - "Éire", genitiu "Éireann", essent emprat el datiu en frases preposicionals com ara "go hÉirinn" "a Irlanda", "in Éirinn" "a Irlanda", "ó Éirinn" "d'Irlanda". El datiu ha reemplaçat el nominatiu en uns pocs dialectes gaèlics regionals (especialment a Galway-Connemara i Waterford). Diversos poetes i nacionalistes irlandesos del segle xix varen emprar Erin en anglès com a nom romàntic d'Irlanda. Sovint, es feia servir "Erin's Isle" ("Illa d'Erin"). En aquest context, al costat d'Hibernia, Erin és el nom que hom dona a la personificació femenina de l'illa d'Irlanda, malgrat que el nom era emprat molt rarament com a prenom, probablement perquè cap santa, reina o figura literària s'havia anomenat mai Erin.
Segons la mitologia i folklore irlandesos, el nom fou donat originàriament a l'illa pels Milesians a partir de la deessa Ériu.
Erin go bragh ("Éire go brách" en ortografia estàndard, datiu "in Éirinn go brách" -"a Irlanda per sempre"), eslògan que data de la Rebel·lió irlandesa de 1798, es tradueix sovint com a "Irlanda per sempre". L'etimologia del mot a mesura que s'escampava per la regió gaèlica va fer que els primers escocesos li donessin tant el significat d'Irlanda com d'"oest" -ja que Irlanda és a l'oest d'Escòcia.

## Ús com a prenom o llinatge
Com a prenom, Erin es fa servir tant en femení com en masculí, tot i que, atès el seu origen, és sobretot un nom femení. Va esdevenir un nom popular per primer cop als EUA. La seva popularitat com a nom masculí en aquell país va arribar al màxim el 1974, amb 321 nens inscrits amb aquest nom. Erin és també un nom per a Irlanda en gal·lès, i és un dels 20 noms de noia més populars a Gal·les.
Com a cognom, Erin ha estat emprat com una de les moltes grafies del nom del clan escocès "Irwin" - el qual va participar en les colonitzacions britàniques d'Irlanda. Tanmateix, aquest nom derivava originalment d'un enclavament del mateix nom prop de Dumfries, i vol dir "aigua verda", del britònic comú ir afon.